# タングステン鋼
タングステン鋼（タングステンこう）は、FW（フェロタングステン）あるいはWO3（ウォルフラマイト）としてタングステン分を添加された鋼。高温に対する耐性があり、硬度が高い。

## 主な用途
- 高速度鋼などの工具鋼。
- クロムモリブデン鋼やバナジウム鋼の代替
- 徹甲弾
  - 高速徹甲弾
  - APDS